# ポリュメーレー
ポリュメーレー (15094 Polymele) は、木星のトロヤ群小惑星の1つで、「ギリシャ群」と呼ばれるラグランジュ点4 (L4) に位置するC型小惑星。アメリカ航空宇宙局 (NASA) のトロヤ群小惑星探査機ルーシー (Lucy) の目標天体の1つとされており、計画では2027年9月15日にフライバイ観測される予定。

## 発見
1999年11月17日、アメリカ アリゾナ州のレモン山天文台のカタリナ・スカイサーベイによる掃天観測によって発見された。のちに公表されたデジタイズド・スカイ・サーベイにより、1951年11月30日にパロマー山天文台で撮影された写真乾板に写されていたことがわかっている。
2022年8月17日、ルーシー・ミッションのチームは、アマチュア天文家とも協力して行ったポリュメーレーの掩蔽観測によって、ポリュメーレーが衛星を持っていることを発見したと発表した。この観測は、2022年3月27日にポリュメーレーが背後の恒星を掩蔽することを利用して、その形状や位置、大きさを精度良く求めることを期待して行われたものであった。その際、ポリュメーレーから200 km離れた位置に直径5 kmほどの別の天体があることが確認され、ポリュメーレーの衛星であるとされた。衛星の軌道がまだ確定されていないため、2022年の時点で正式な名称は付けられていない。

## 軌道と分類
ポリュメーレーは、木星とほぼ同じ軌道上で木星の約60°前方にあるラグランジュ点4 (L4) を、木星と1:1の軌道共鳴関係を保ちながら公転している。約11年9ヶ月（4,298日）の公転周期で、太陽から4.7 - 5.7 天文単位 (au) の距離を公転する軌道を持つ。公転軌道の軌道長半径は約5.17 au、軌道離心率は約0.096、黄道に対する軌道傾斜角は約12.99°である。

## 物理的特徴
ポリュメーレーは、ルーシー・ミッションの研究者によってP型小惑星に分類されている。P型小惑星は炭素質小惑星の中でもアルベドが非常に低い。NASAの広視野赤外線探査機WISEの拡張ミッションNEOWISEによる観測結果から、直径は21.075 km、表面のアルベドは0.091 とされている。一方、2018年にはアルベドを0.073とする研究結果も発表されている。この研究では光度曲線の形状から、ポリュメーレーの自転周期を5.8607±0.0005時間でその形状は球状であるとしている。

## 名称
2016年2月22日、ヒュギーヌスの伝えるギリシャ神話で、メノイティオスの妻でパトロクロスの母であるとされるポリュメーレーにちなんで命名された。

## 探査計画
2021年10月16日打ち上げ予定のNASAのトロヤ群小惑星探査機ルーシーが近接観測する計画となっている。フライバイは2027年9月15日に予定されており、415 kmの距離を秒速6 kmの速度で通過する計画である。